# Kościół Najświętszej Maryi Panny z Góry Karmel w Gierszowicach
Kościół Najświętszej Maryi Panny z Góry Karmel – rzymskokatolicki kościół filialny w Gierszowicach. Świątynia należy do parafii Podwyższenia Krzyża Świętego w Brzegu w dekanacie Brzeg północ, archidiecezji wrocławskiej. Dnia 2 marca 1964 roku, pod numerem 706/64 świątynia została wpisana do rejestru zabytków województwa opolskiego.

## Historia kościoła
Kościół w Gierszowicach wybudowany został około 1300 roku. W połowie XVI wieku został przejęty przez protestantów. Po zakończeniu II wojny światowej ponownie wrócił w ręce katolików. Jest to budowla gotycka. Ołtarz główny pochodzi z przełomu XVII i XVIII wieku. Obok chóru znajduje się kolumna na której widnieje data 1516. Strop upiększa dekoracja z XVI wieku, która została częściowo zniszczona w 1933 roku. W przedsionku przed głównym wejściem (kruchta) widać kamienne, ostrosłupowe, wczesnogotyckie, ozdobne obramienie drzwi wejściowych (portal). Na zewnątrz kościoła stoi kamienna czara chrzcielnicy, pochodząca z XV wieku. Całość terenu wokół świątyni okala gotycki mur kamienny.